# لعبة كثيفة اللاعبين على الإنترنت

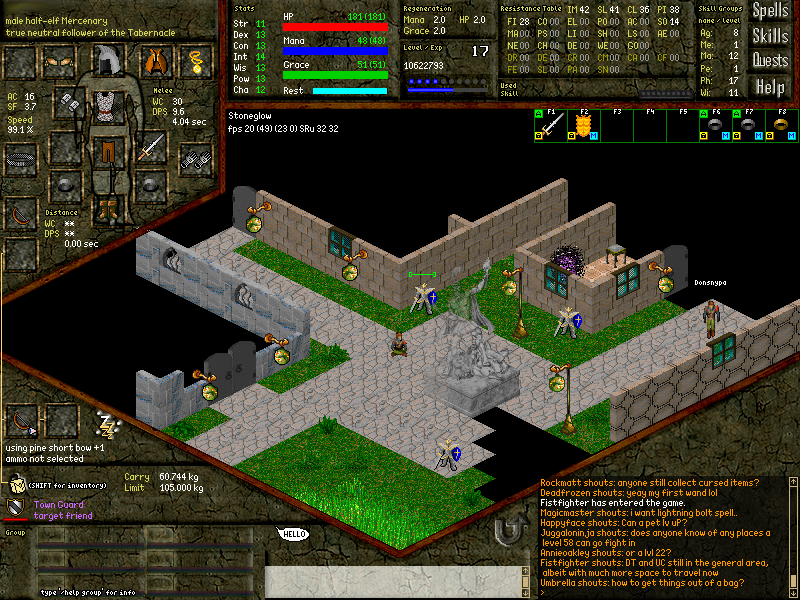

لعبة كثيفة اللاعبين على الإنترنت (بالإنجليزية: massively multiplayer online game) (تختصر كـ MMO أو MMOG) هي لعبة فيديو جماعية قادرة على دعم مئات أو آلاف اللاعبين في نفس الوقت، حيث يلعبون عبر الاتصال بواسطة الكمبيوتر. تتوفر هذه الألعاب على أغلب المنصات القابلة للاتصال بالشبكة مثل الحواسيب الشخصية، أنظمة ألعاب الفيديو والهواتف الذكية. هذه الألعاب تسمح للاعبين بالتعاون والتفاعل مع بعضهم أو التنافس فيما بينهم على نطاق واسع.

## أنواعها
هذا النوع من الألعاب له أنواع فرعية منها:
- لعبة إطلاق نار منظور الشخص الأول كثيفة اللاعبين على الإنترنت: (Massively multiplayer online First-person shooter) تعرف اختصاراً بـ MMOFPS
- لعبة إستراتيجية الوقت الحقيقي كثيفة اللاعبين على الإنترنت: (Massively multiplayer online Real-time strategy) تعرف اختصاراً بـ MMORTS
- لعبة تقمص الأدوار كثيفة اللاعبين على الإنترنت تعرف اختصاراً بـ MMORPG
- لعبة إستراتيجية تناوب الأدوار كثيفة اللاعبين على الإنترنت (Massively multiplayer online Turn-based strategy)

## ألعاب تندرج تحت هذا النوع
ألعاب من هذا النوع:
- وورلد أوف ووركرافت
- أرض الأسرار 2
- سورد ارت اون لاين
- أمل الشعوب
- فاينل فانتازي XIV: أ ريلم ريبورن